# Gioco bayesiano
Nella teoria dei giochi, un gioco bayesiano è un gioco in cui le informazioni dei giocatori sulle caratteristiche degli altri giocatori (per esempio i loro payoff) sono incomplete. Seguendo il suggerimento di John C. Harsanyi si può modellizzare un gioco di questo tipo inserendo la Natura tra i giocatori, cioè immaginando che le caratteristiche dei giocatori siano "estratte a sorte".
Tali giochi sono chiamati bayesiani a causa della analisi probabilistica inerente al gioco. I giocatori hanno inizialmente convinzioni o credenze (belief) riguardo ai tipi degli altri giocatori (dove un belief è una distribuzione di probabilità sui possibili tipi per un giocatore), e li aggiornano secondo la regola di Bayes in modo da tenere conto della nuova informazione ricevuta nel corso del gioco.

## Equilibrio di Nash bayesiano
In un gioco non-bayesiano, un profilo di strategia è un equilibrio di Nash se ogni strategia di tale profilo è una miglior risposta al complesso delle altre strategie nel profilo: vale a dire, non vi è alcuna strategia che un giocatore può giocare la quale porti a un miglior payoff, date le strategie scelte dagli altri giocatori.
In un gioco bayesiano i giocatori cercheranno di massimizzare il loro payoff atteso, date le loro convinzioni circa gli altri giocatori.
Un equilibrio di Nash Bayesiano è definito come un profilo di strategie e credenze specificate per ogni tipo di ogni giocatore circa i tipi degli altri giocatori. Questo profilo è tale per cui ogni giocatore massimizza il suo payoff atteso, date le sue convinzioni circa i tipi degli altri giocatori e le strategie dagli altri giocatori.
Questo concetto di soluzione in giochi dinamici dà luogo spesso a una abbondanza di equilibri, a meno che non vengano imposte ulteriori restrizioni sui belief dei giocatori. L'equilibrio di Nash Bayesiano risulta quindi essere uno strumento parziale per quale analizzare i giochi dinamici a informazione incompleta.

## Equilibrio bayesiano perfetto - EBP
L'equilibrio di Nash bayesiano in generale non è sufficientemente selettivo per i giochi dinamici, ovvero quei giochi in cui i giocatori effettuano le mosse in sequenza, anziché contemporaneamente. Si tratta di problemi analoghi a quelli dell'equilibrio di Nash in giochi d'informazione perfetta e completa, che può sottendere incredibili minacce e promesse. Per questi giochi si può ricorrere al concetto di equilibrio di Nash perfetto nei sottogiochi.
Tuttavia, non è possibile avvalersi di questa soluzione nei giochi ad informazione incompleta in quanto tali giochi tipicamente non hanno sottogiochi propri.
Un concetto di soluzione che risulta essere un raffinamento sia dell'equilibrio di Nash bayesiano che dall'equilibrio di Nash perfetto nei sottogiochi, è l'equilibrio bayesiano perfetto (EBP). L'EBP aderisce allo spirito degli SPE, in quanto esige che in ogni circostanza le mosse successive debbano essere ottimali. Per poter dare un senso a quanto appena affermato, lo EBP introduce belief sui nodi che appartengono ad uno stesso insieme di informazione, aggiungendo delle opportune restrizioni a questi belief.